# 池田知聰
池田知聰（日语：池田 知聡，1976年6月12日—），日本男性配音員、舞台演員。出身於宮崎縣宮崎市。身高169cm。

## 人物簡介
聲之劇團IMAGE所屬，日活藝術學院、聲之劇團IMAGE附屬研究所第4期出身。早年以出身地為活動據點，其後前往東京投入配音工作。

## 演出作品
※斜體字表示說明飾演至今的作品系列。

### 電視動畫
2002年
- 小魔女DoReMi 大合奏！（安里·貝納克斯）
- 數碼寶貝04無限地帶（蠟燭獸、蝸牛獸、宇宙腦魔）

2003年
- 妮嘉尋親記（執事）

2004年
- 怪傑佐羅利（聖誕警察）

2005年
- 魔法少年賈修（老人）
- 甲蟲王者 森林居民的傳說（村人）
- 舞-乙HiME（アルゴス十四世）
- 舞-HiME（輪島）
- 怪傑佐羅利（警備員）

2006年
- NANA（老社員）
- 工作狂人，又譯工作女王（上班族）
- 舞-乙HiME（男）
- 怪傑佐羅利（警官A、農夫、農民C、參加者、營業人）

2007年
- Yes！光之美少女5（管家爺爺〈坂本〉）
- 蠟筆小新（野原新之助的外公〈小山義治／第2代〉）

2008年
- Yes！光之美少女5 Go！Go！（管家爺爺〈坂本〉）
- 忍者亂太郎（灰洲井溝〈第2代〉、忍者、忍者）

2009年
- 忍者亂太郎（里芋行者〈第3代〉、男性的聲音）

2011年
- 忍者亂太郎（黨羽）
- 名偵探柯南（三船龍一）

2014年
- 鄰座同學是怪咖（理科老師、廣播）

2015年
- 名偵探柯南（男性客人、白鷹警官）

### OVA
2008年
- 頭文字D Extra Stage 2（茶髮男子B）

### 電影動畫
2010年
- 名偵探柯南：天空的遇難船（石本順平）

### 遊戲
2001年
- Digital Holmes（日语：ディジタル・ホームズ）（保羅·米勒）

2005年
- 人中之龍

2007年
- 超級機器人大戰OG ORIGINAL GENERATIONS（修羅兵）

2008年
- 超級機器人大戰Z（奇拉姆艦長、奇拉姆兵）

2012年
- 第2次超級機器人大戰Z 再世篇（FB隊員）

2014年
- 第3次超級機器人大戰Z 時獄篇（宇宙魔王兵、FB隊員）

### 廣播劇CD
- 殼之少女相關（西藤環）
  - 殻之少女2·卵
  - 殻之少女3·殻
- LOVELESS（教授）

### 外語配音
※作品依英文名稱及英文原名排序。

#### 電影
- 驚爆一百天（日语：100 Days in the Jungle）
- 火線交鋒（英语：Direct Action (film)）
- 功夫廚神（黃秉義〈洪金寶 主演〉）
- Luckytown（Tony）
- 千年湖（英语：The Legend of the Evil Lake）（文洙大臣〈姜信日 飾演〉）
- 王子變青蛙（單會長 等）
- Qui veut devenir une star？／Who Wants to Be a Star？（Nicola）

#### 電視影集
- 醉拳（貴長官）
- 醫家四姊妹（閔會長 等）

### 廣告
- （芋焼）※旁白
- PHOENIX COUNTRY CLUB

### 其它
- 宮日文化情報中心 宮日MRT教室 ※聲優初級講座講師。

## 外部連結
- 聲之劇團IMAGE公式官網的團員簡歷 （页面存档备份，存于） （日語）